# Корветы типа «Муратюр»
Корветы типа «Мура́тюр» (исп. Clase Murature) — тип корветов, состоящий на вооружении ВМС Аргентины. Всего было построено два корабля этого типа. Ещё два корабля перестроены в противолодочные фрегаты. В некоторых источниках встречается название типа по второму кораблю, заложенному раньше.

## История строительства

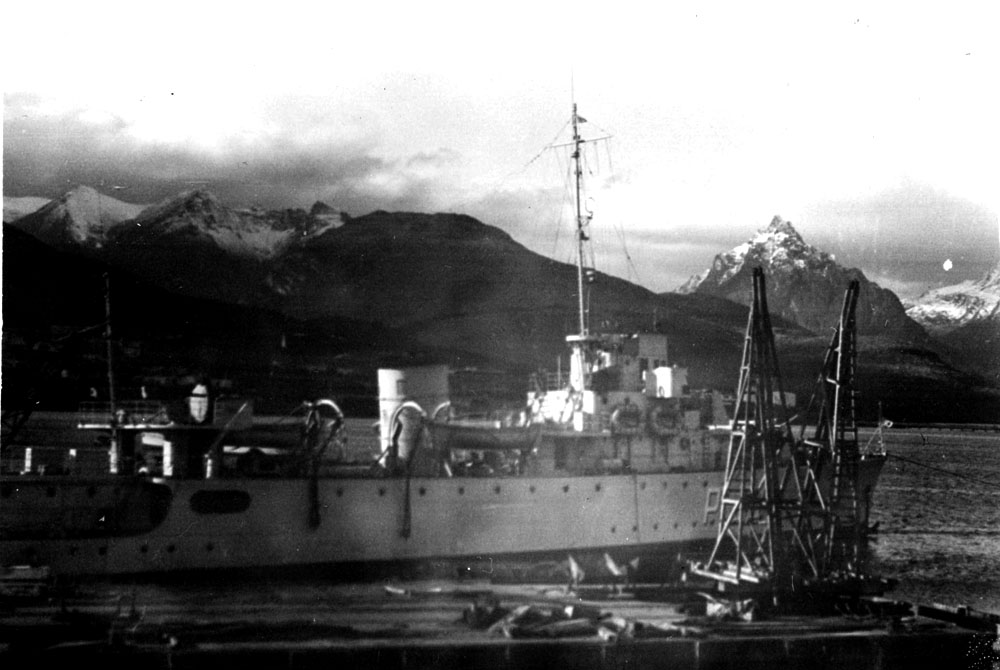
Корвет «Кинг» в Ушуайе. 1940-е

В 20-х годах XX века Аргентина нацелилась на возвращение военно-морского превосходства в регионе. Линкоры «Ривадавия» и «Морено» были направлены на модернизацию в США в 1924 и 1926 годах соответственно, а в 1926 была принята очередная программа строительства флота. За границей строились крейсера, эсминцы, подводные лодки и другие корабли. В Аргентине строились корветы, тральщики и прочие мелкие корабли. В 1940-м, на верфи AFNE в Энсенаде, были заложены корпуса четырёх минных заградителей. В ходе постройки проект был переработан в сторону усиления противолодочного вооружения за счёт отказа от минного. Так появились на свет корветы типа «Муратюр». Низкие темпы строительства и начало Второй мировой войны, приведшие к сокращению поставок сырья в Аргентину, привели к тому, что корветы на момент ввода в строй устарели.

Головной корабль серии ARA Murature (P-20) был заложен в марте 1940 года, спуск на воду состоялся 5 июля 1943 года, в состав ВМС Аргентины введён 12 апреля 1945 года. 18 ноября 1946 года в состав ВМС Аргентины вошёл второй и последний корабль серии — ARA King (P-21). Третий и четвёртый корабли серии были перестроены в противолодочные фрегаты.

## Служба

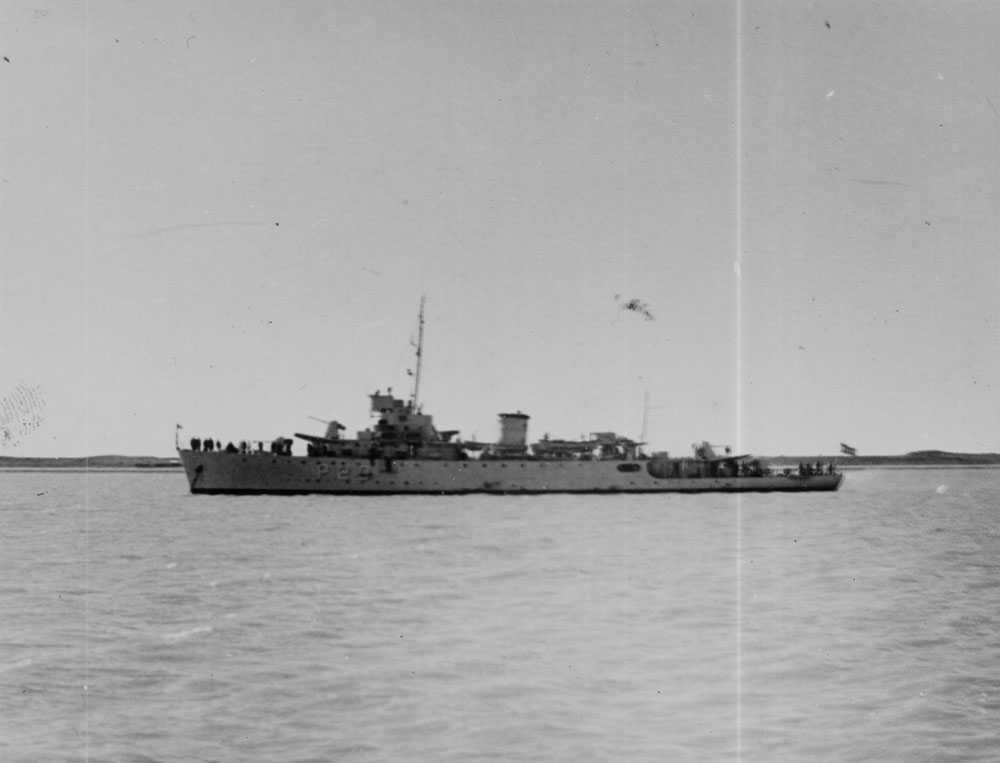
«Муратюр» в море

«Муратюр» — головной корабль серии. Во второй половине 1940-х годов посетил порты Бразилии и Чили, участвовал в научных антарктических экспедициях и военно-морских учениях. В сентябре 1955-го, во время «Освободительной революции», свергнувшей Перона, «Муратюр» подвергся атаке самолётов перонистов «Калькин» и «Линкольн». Налёт был отбит 40-мм зенитными орудиями, один «Линкольн» был сбит.

30 января 1960 года, во время упражнений в заливе Гольфо-Нуэво (исп. Golfo Nuevo — новый залив) (южнее п.-ва Вальдес), фрегат «Эркулес» и корветы «Муратюр» и «Кинг» зафиксировали неизвестный подводный объект, предположительно, субмарину. По объекту был открыт огонь, но безрезультатно. На место, президентом Фрондиси срочно были направлены тринадцать кораблей и сорок самолётов морской авиации и ВВС. По берегу залива были выставлены наблюдательные посты. 26 февраля контакты с объектом прекратились и операция по его поиску была завершена. Высказывались мнения, что объектом была американская или советская подводная лодка. Аналогичный случай произошёл там же в 1958 году.

В 1965-м участвует в крупных учениях Alborada, в ходе которых вместе с кораблями King, Seaver, Py, Robinson и Granville имитировал отражание атаки на главную военно-морскую базу Пуэрто-Бельграно. В 1966 перехватывает бразильские суда Salvatierra и Calderlas, ведших незаконную рыбную ловлю в водах Аргентины. В 1968 участвует в спасении танкера Punta Rasa нефтяной компании YPF. За время службы посетил порты Уругвая, Парагвая, Бразилии и Чили. В 1990-х «Муратюр» перевёз из Британии останки правителя Аргентины в XIX веке Хуана Мануэля Росаса. В 2000-х, в ходе судебных разбирательств по делам военных преступлений времён «Грязной войны», было установлено, что корвет использовался в качестве центра незаконного содержания и пыток. 23 сентября 2014 года корабль был выведен из состава флота.
«Кинг» — второй и последний корабль серии. Назван в честь аргентинского военного деятеля ирландского происхождения Хуана Кинга (исп. Juan King). Во второй половине 1940-х годов посетил порты Бразилии и Чили, участвовал в научных антарктических экспедициях и военно-морских учениях. Во время «Освободительной революции» находился в ремонте, что не помешало отбуксировать корабль в море и использовать как плавучую батарею. Отражал воздушные атаки, участвовал в перестрелках с береговой артиллерией перонистов. В 1960-м получил премию газеты La Prensa за меткость стрельбы. В 1962 посетил Икитос, Перу. За всё время службы посетил порты Уругвая, Парагвая, Бразилии, Чили и Перу.

С 1980-х годов корветы используются как патрульные и учебные корабли. По состоянию на 2010 год оба корабля находятся в составе ВМС Аргентины.

## Список корветов
| Название | Бортовой номер | Верфь                  | Закладка  | Спуск на воду | Ввод в строй   | Примечания    |
| -------- | -------------- | ---------------------- | --------- | ------------- | -------------- | ------------- |
| Murature | P-20           | Astillero Río Santiago | март 1940 | 5 июля 1943   | 12 апреля 1945 | Списан в 2014 |
| King     | P-21           | Astillero Río Santiago | июнь 1938 | 2 ноября 1943 | 18 ноября 1946 |               |